# Fielding (Cricket)
Als Fielding bezeichnet man im Cricket alle Aktionen der Feldmannschaft. Sie sind darauf ausgerichtet, dem Batsman das Punkten zu erschweren oder ihn sogar durch Fangen des Balles oder Zerstören des Wickets mit dem Ball aus dem Spiel zu werfen.

## Feldpositionen und deren Namen
Da von den 11 Spielern einer Mannschaft der Bowler (Werfer) und der Wicket-Keeper, der immer hinter dem Batsman steht, abzuziehen sind, bleiben neun Spieler übrig, die auf die Feldpositionen zu verteilen sind.
Diese Entscheidung liegt im Cricket einzig und allein beim Kapitän der Mannschaft, und nicht wie von anderen Sportarten zu erwarten wäre, beim Coach oder Trainer. Es ist eine der wichtigsten Entscheidungen, die der Kapitän treffen muss, häufig geschieht dies nach Beratung mit anderen erfahrenen Spielern oder dem Werfer. Auf neue Spielsituationen muss er schnell reagieren können. Nach jedem Ball (Wurf) kann der Kapitän die Feldspieler theoretisch umpositionieren.
Es gibt viel weniger Feldspieler als Positionen, von denen einige fast immer eingenommen werden, andere nur in besonderen taktischen Situationen. Es treten auch häufig Variationen in den Positionen auf, die durch bestimmte Adjektive genauer benannt werden.
Das Bild zeigt die meisten Feldpositionen und deren Bezeichnungen. Dabei wird bei dieser Abbildung davon ausgegangen, dass der Batsman rechtshändig schlägt und der Bowler von unten anläuft. Unter diesen Bedingungen wird die rechte Seite des Spielfeldes On-Side bzw. Leg-Side genannt, die linke Off-Side.

### Catching Positions
Einige Feldpositionen werden ausschließlich offensiv eingesetzt. Das bedeutet, dass der dort stehende Feldspieler in erster Linie dazu da ist, den vom Batsman geschlagenen Ball direkt aus der Luft zu fangen, damit dieser ausscheidet. Das Aufhalten des Balles, um Punkte des Batsman zu verhindern oder zu minimieren, spielt dabei eine untergeordnete Rolle.
Diese Positionen sind beispielsweise: Slip (dies können mehrere, als First Slip, Second Slip usw. bezeichnete Spieler sein), Gully, Leg Slip oder Forward Short Leg.

### Weitere Feldpositionen
Fast nur noch historischen Anspruch hat die Position des Long Stop, der immer hinter dem Wicket-Keeper zu finden ist und als eine Art zweite Verteidigungslinie für diesen anzusehen ist.
Der Sweeper ist eine in den letzten Jahrzehnten entstandene Position, die sich vor allem im One-Day Cricket entwickelt hat. Der Sweeper ist auf der Off-Side nahe der Außenlinie zu finden, man könnte ihn auch einen Deep Extra Cover nennen.
Auch der Bowler selbst wird, sobald er den Ball gebowlt hat, zu einem normalen Mitglied der Feldmannschaft. Er bleibt meist an dem Wicket stehen, von dem aus er geworfen hat und ist damit häufiger an Run Outs an diesen Ende der Pitch beteiligt.

### Nähere Bezeichnungen der Positionen
DeepWeiter vom Batsman entfernt, zur Außenlinie hin.
ShortNahe beim Batsman.
SillySehr nahe beim Batsman.
SquareEntlang der Verlängerung der popping crease, auf der auch der Batsman vor seinem Wicket steht.
FineNahe einer gedachten Linie, die die beiden Wickets verbindet und hinter dem Batsman.
WideWeiter von dieser Verbindungslinie der Wickets entfernt, eher seitlich aus Sicht des Batsman.
ForwardVor Square, d. h. näher zum Ende des Bowlers hin, also noch in einer Höhe zwischen den beiden Wickets
BackwardHinter Square, also hinter dem Wicket des Batsman
Entsprechend gibt es auch Kombinationen wie deep square ... oder short fine ....

## Regeln für Feldspieler
Folgende Regeln schränken die freie Positionierung der Feldspieler ein:
Während der Ball gebowlt wird gilt:
- Kein Feldspieler darf auf der Pitch stehen oder sich auch nur mit einem Teil des Körpers über der Pitch befinden.
- Nie mehr als zwei Feldspieler (ausgenommen der Wicket-Keeper) dürfen auf der Leg-Side hinter der Popping Crease stehen, d. h. im Rücken und hinter dem Batsman, gewissermaßen in seinem toten Winkel.
- Der Wicket-Keeper muss vollständig hinter dem Wicket bleiben, bis der Ball beim Batsman ist.

Zwar nicht in den Regeln verankert, aber häufig im One-Day Cricket per Spielordnung festgelegt, insbesondere im Proficricket:
- Während der ersten beispielsweise 15 der 50 Over eines Innings müssen sich ständig mindestens zwei Spieler in sogenannten Close Catching Positions befinden.
- In derselben Spielphase dürfen höchsten zwei Spieler außerhalb eines zusätzlich eingezeichneten 30-Yard Kreises um die Pitch sein.
- In der restlichen Spielzeit dürfen sich höchstens fünf Spieler außerhalb dieses Kreises aufhalten.
- Während des ganzen Innings dürfen nie mehr als fünf Spieler auf der Leg-Side stehen.

Diese Vorgaben sollen zu defensives und damit unattraktives Spiel durch die Feldmannschaft verhindern.
Wenn irgendeine dieser Regeln verletzt wird, ruft ein Schiedsrichter (Umpire) No Ball.
Auch darf sich kein Spieler merkbar von seiner Position wegbewegen, sobald der Bowler anläuft und bis der Ball beim Batsman ist. Die einzige Ausnahme sind entfernt stehende Feldspieler, die üblicherweise langsam auf den Batsman zulaufen, sobald der Bowler anläuft. Zuwiderhandlung führt hier zu einem Dead Ball.
Ein Fielder (Feldspieler) darf den Ball mit jedem Teil des Körpers berühren, nicht aber absichtlich z. B. mit seiner Kappe oder einem anderen Kleidungsstück aufhalten, sonst wird der Ball auch hier sofort tot (Dead Ball), das Spiel wird also unterbrochen, und der Schlagmannschaft werden in diesem Fall sogar 5 Strafpunkte gutgeschrieben.

## Off-Side und Leg-Side
Das Spielfeld wird durch eine imaginäre Linie, welche durch die Mitte der beiden Wickets läuft, in eine linke und rechte Hälfte geteilt. Aus Sicht des Umpires am Bowlerende der Pitch, wenn er in Richtung eines rechtshändigen Strikers am anderen Pitchende schaut, ist die linke Spielfeldhälfte die Off-Side, die rechte Hälfte die Leg-Side, auch On-Side genannt. Bei einem linkshändigen Striker ist es umgekehrt. Die On(Leg)-Side ist also immer im Rücken des Schlagmanns.
Die Entscheidung über die Verteilung der Feldspieler auf die beiden Seiten des Spielfeldes, die Off-Side und die Leg-Side, unterliegt auch taktischen Erwägungen.
Bei der Beschreibung der Aufteilung wird meist in verkürzter Form von beispielsweise einem 5-4 field gesprochen, was bedeutet, dass 5 Spieler auf der Off-Side und 4 auf der Leg-Side stehen.
Meistens findet man mehr Spieler auf der Off-Side, einfach weil der Bowler mit seinem Wurf den Off-Stump oder eine Linie knapp außerhalb davon angreift, und die meisten Schläge deshalb auch auf diese Seite gehen.
Bei einem sehr offensiven Feld können 3 oder 4 Slips und 1 oder 2 Gullies aufgestellt sein. Dazu würden typischerweise ein Mid-Off, Mid-On und ein Fine-Leg kommen, was zu einem 7-2 Feld führen würde. Obwohl nur 2 Spieler auf der Leg-Side stehen, würden die dadurch entstandenen großen Lücken auf dieser Spielfeldhälfte keinen großen Schaden anrichten, solange der Bowler verlässlich die Linie außerhalb des Off-Stumps angreift.
Nach einiger Zeit wird eine weniger offensive Taktik angebracht sein, und die ersten Slip- oder Gully-Feldspieler werden auf andere Positionen verteilt, um die Lücken zu schließen.

## Schutzausrüstung
Außer dem Wicket-Keeper darf kein Mitglied der Feldmannschaft Handschuhe oder äußere Beinschützer (Leg Guards) tragen. Allerdings tragen Feldspieler, besonders diejenigen, die nahe beim Batsman stehen, oft unter ihrer Kleidung Schienbeinschützer oder einen Unterleibsschutz (Box). Ein Schutz für Hände oder Finger darf nur mit Zustimmung des Schiedsrichters getragen werden.
Schutzhelme, die es erst seit den 80er Jahren gibt, dürfen aber eingesetzt werden. Diese besitzen meist einen Gesichtsschutz. Im Allgemeinen trägt nur ein Spieler auf der Position eines Silly Point oder Forward Short Leg so einen Helm, da der extrem kurze Abstand zum Batsman von nur wenigen Metern sehr gefährlich sein kann.
Wenn der Helm nicht benutzt wird, muss er hinter dem Wicket-Keeper auf den Boden gelegt werden, damit nicht durch ständiges Hin- und Hertragen viel Zeit verloren geht. Wird er in dieser Position vom Ball getroffen, so ist das Spiel sofort unterbrochen, und der Schlagmannschaft werden fünf Strafpunkte gutgeschrieben.